# 楚勒特木·乌兰
楚勒特木·乌兰（羅馬化：Chültemiin Ulaan；1954年—）蒙古族，籍贯不详，蒙古国政治家。

## 生平
乌兰毕业于俄罗斯联邦伊尔库茨克市国民经济学院、俄罗斯管理干部学院。乌兰是工程师、经济学家、经济学博士。他曾历任国家计划委员会专员、处长，蒙古人民革命党中央委员会指导员、研究室副主任、副处长、蒙古人民革命党主席顾问，国家财政与经济部部长。1996年，当选为蒙古国国家大呼拉尔委员，2004年10月再度当选为国家大呼拉尔委员，并出任蒙古国政府副总理。2006年起，担任国家大呼拉尔预算常设委员会主任。2007年12月，被任命为蒙古国政府成员、财政与经济部部长。

## 家庭
乌兰已婚，有两个孩子。